# Rotdon
Rotdon (łac. Diocesis Rotdonensis) – stolica historycznej diecezji w metropolii Tarragona. 
Współcześnie miasto Roses we wspólnocie autonomicznej Katalonia, w Hiszpanii. Obecnie katolickie biskupstwo tytularne ustanowione w 1969 przez papieża Pawła VI.

## Biskupi tytularni
| Lp. | Biskup                   | Funkcja                                              | Od               | Do               |
| --- | ------------------------ | ---------------------------------------------------- | ---------------- | ---------------- |
| 1   | William Tibertus McCarty | emerytowany biskup Rapid City (USA)                  | 11 września 1969 | 13 stycznia 1971 |
| 2   | Francis Lenny            | biskup pomocniczy Armagh (Irlandia Północna)         | 3 maja 1974      | 16 lipca 1978    |
| 3   | Laurence Forristal       | biskup pomocniczy Dublinu (Irlandia)                 | 3 grudnia 1979   | 30 czerwca 1981  |
| 4   | John Rawsthorne          | biskup pomocniczy Liverpoolu (Anglia)                | 9 listopada 1981 | 4 czerwca 1997   |
| 5   | Néstor Hugo Navarro      | biskup pomocniczy Bahía Blanca (Argentyna)           | 15 kwietnia 1998 | 19 marca 2003    |
| 6   | Enrique Benavent Vidal   | biskup pomocniczy Walencji (Hiszpania)               | 8 listopada 2004 | 17 maja 2013     |
| 7   | Jesús Fernández González | biskup pomocniczy Santiago de Compostela (Hiszpania) | 10 grudnia 2013  | 8 czerwca 2020   |
| 8   | Aurelio García Macías    | urzędnik Kurii Rzymskiej                             | 27 maja 2021     |                  |